# 佐藤昌
佐藤 昌（さとう あきら、1903年10月2日 - 2003年7月19日）は、日本の造園家・都市計画家。官庁造園技師として日本国内や戦前の満洲で多くの公園緑地計画と都市の計画設計に携わる。ほか都市計画研究所主宰、音楽評論の分野でも活躍。

## 人物
東京市京橋区築地に生まれる。1927年、東京帝国大学農学部農学科卒業後、内務省復興局、満洲国ハルピン特別市都市計画局技佐、都市建設局土木科長、新京特別市工務処公園科長を歴任し、満洲国ハルピン都邑計画（都心付近計画、王兆沌苗邑計画、八站公園、東公園墓地他）を手がけた。
戦後は神奈川県土木部都市計画課長、建設省計画局施設課長をつとめる。その後東京農業大学、国際造園協会IFLA副会長、日本造園学会会長、日本公園緑地協会会長、日本造園コンサルタント協会（現：ランドスケープコンサルタンツ協会）会長を歴任。国際花と緑の博覧会では協会長をつとめる。1974年、第3回日本公園緑地協会北村賞受賞。

## 著書
- 『欧米公園緑地発達史』（日本公園緑地協会）
- 『日本公園緑地発達史（上下巻）』（日本公園緑地協会）
- 『造園修景大辞典』（編纂委員長）
- 『噴水史研究』（環境緑化新聞社）
- 『佐藤昌が見た 世界ゴルフコース発達史』（環境緑化新聞社）